# Saison 1976-1977 du Stade lavallois
Chronologie
Saison précédente Saison suivante
La saison 1976-1977 du Stade lavallois est la 75e saison de l'histoire du club. Le club est engagé dans deux compétitions : la Division 1 (1re participation) et la Coupe de France.

## Résumé de la saison
Pour son arrivée en Première division, le Stade lavallois est attendu à la fois avec intérêt et curiosité, mais aussi avec un certain scepticisme, sur sa capacité à évoluer dans un milieu professionnel avec le FC Nantes, l'Olympique de Marseille, ou encore les Girondins de Bordeaux. Pour beaucoup, il s'agit d'une tâche insurmontable, et l'équipe est déjà considérée comme candidat à la relégation.
Plusieurs joueurs sont engagés pendant les semaines séparant le 14 juin 1976 et le début de la compétition. L'objectif est d'assurer le maintien. Les trois premiers matchs se soldent par des défaites, qui ne laissent présager rien de bon. Cependant, une victoire 2 à 1 contre le Paris SG, suivie d'un nul contre Lille, lance la machine. Michel Le Milinaire apporte les derniers réglages, notamment pour la défense.
Au 11e match de championnat, l'équipe est 13e avec 10 points, devant Lille et le Stade rennais. Après le 14e match, l'équipe est 15e à égalité avec le SCO Angers. Le premier grand rendez-vous arrive le 4 décembre 1976 avec la rencontre contre l'AS Saint-Étienne. En 1976, « les Verts » de Robert Herbin provoquent une ferveur nationale peu commune en atteignant la finale de la Coupe d'Europe des clubs champions lors de laquelle ils seront battus de peu par le Bayern Munich (1-0) au stade Hampden Park à Glasgow. Ils partent donc largement favoris. Arrivée le matin même à l'Aéroport de Laval - Entrammes , l'équipe adverse est accueillie par les applaudissements de 20 000 spectateurs qui ont envahi les gradins et les tribunes du Stade Francis le Basser, qui reste inadapté à cet échelon.
Remarquablement conduits par Raymond Keruzoré, le Stade lavallois gagne 3 à 1. La victoire est saluée par tous les médias nationaux. Michel Hidalgo indique avoir été séduit par le jeu des Lavallois, et Robert Herbin indique que « cette défaite et surtout la manière dont elle avait été acquise l'incitaient à la réflexion ». Les médias commencent à s'interroger sur les secrets de la réussite du duo Henri Bisson-Michel Le Milinaire.

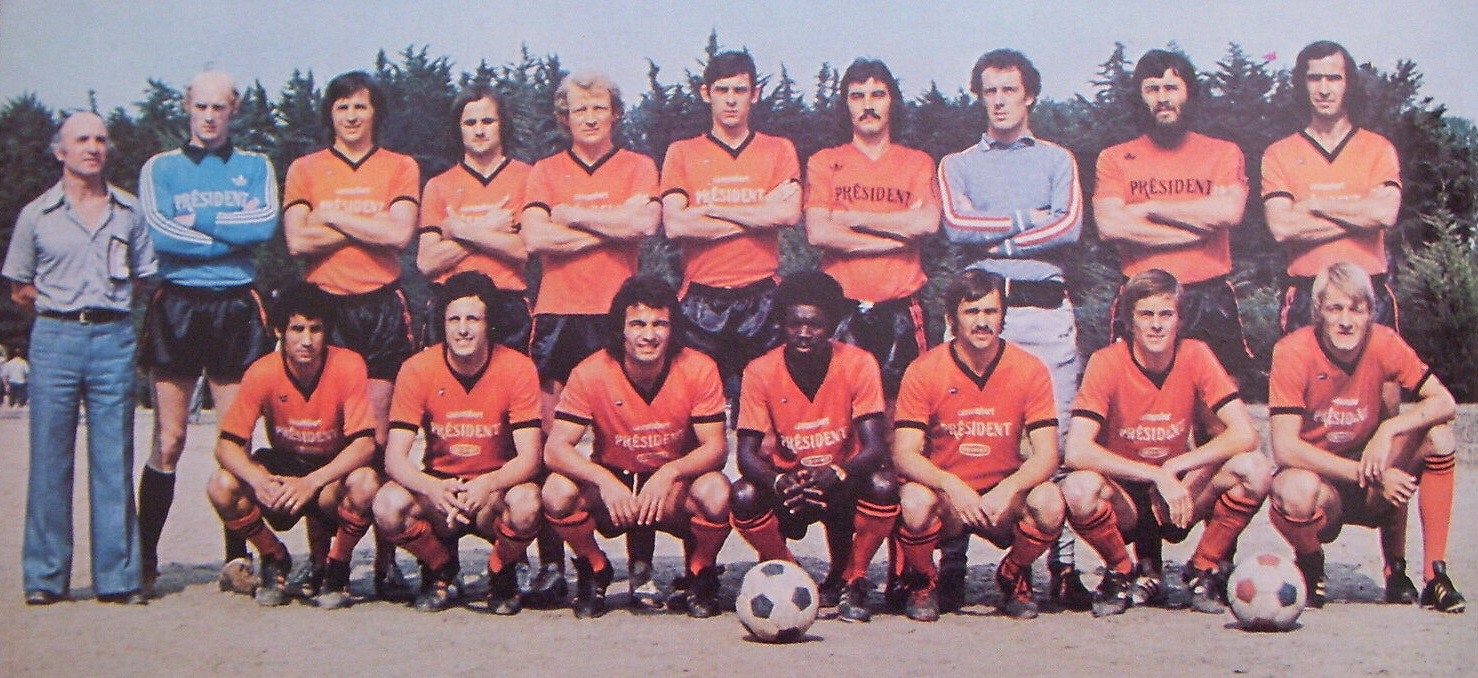
L'équipe du Stade lavallois en 1976.
Debout : Le Milinaire, Rose, Smerecki, Keruzoré, L. Lamy, Gorce, Papin, J. Lamy, Bertin, Prieto.
Accroupis : M'Jid, Di Caro, Lemée, Camara, Lhoste, Bedouet, Laurendeau.

L'équipe enchaîne une belle série. Elle gagne à Valenciennes par 2 à 1, et se hisse à la 8e place du classement. La deuxième partie du championnat est plus difficile. Le 23 mai 1977, le FC Nantes remporte le championnat, en battant Laval à domicile 2 à 1. Le Stade lavallois est alors 17e et relégable. Vainqueur de Bastia, l'équipe assure son maintien néanmoins. Le contrat est rempli.
Bien qu'ayant le statut professionnel, le Stade lavallois avait conservé son esprit amateur. En complément des footballeurs professionnels, des anciens stadistes restés amateurs prirent une part prépondérante dans ce maintien, dont :
- Alain Desgages qui n'abandonna pas son métier dans la banque ;
- Roger Bertin qui travaillait comme technicien des Ponts et Chaussées, puis de l'Équipement ;
- Lionel Lamy, qui prit un congés d'un an comme employé municipal à Laval, et signa un contrat de footballeur professionnel ;
- Jacques Lhuissier, qui resta instituteur, et
- André Clair.

## Effectif et encadrement

### Transferts
| Nom               | Nationalité | Poste     | Transfert | Provenance/Destination           | Division                       |
| ----------------- | ----------- | --------- | --------- | -------------------------------- | ------------------------------ |
| Arrivées          |             |           |           |                                  |                                |
| Richard Nowacki   | France      | Gardien   |           | AS Angoulême                     | Division 2 - A (D2)            |
| Hervé Gorce       | France      | Défenseur |           | US Dunkerque                     | Division 2 - A (D2)            |
| Jacques Pérais    | France      | Défenseur |           | SC Challans                      | DHR Atlantique - B (D5)        |
| Ignacio Prieto    | Chili       | Défenseur |           | Lille OSC                        | Division 1 (D1)                |
| Michel Cougé      | France      | Milieu    |           | Stade rennais FC                 | Division 2 - A (D2)            |
| Jacky Lemée       | France      | Milieu    |           | Olympique de Marseille           | Division 1 (D1)                |
| Ange Di Caro      | France      | Attaquant |           | AS Nancy-Lorraine                | Division 1 (D1)                |
| Pierre Lechantre  | France      | Attaquant |           | AS Monaco FC                     | Division 1 (D1)                |
| Éric Lhoste       | France      | Attaquant |           | SM Caen                          | Division 2 - A (D2)            |
| Christian Riboux  | France      | Attaquant |           |                                  |                                |
| Jacky Vergnes     | France      | Attaquant |           | Stade de Reims                   | Division 1 (D1)                |
| Départs           |             |           |           |                                  |                                |
| Patrick Jacotin   | France      | Défenseur |           | US Le Mans                       | Division 3 - Ouest (D3)        |
| Patrice Plessis   | France      | Milieu    |           | ES La Rochelle                   | Division 3 - Centre-Ouest (D3) |
| Bernard Blanchet  | France      | Attaquant |           | ES La Chaume (entraîneur-joueur) | DH Atlantique (D4)             |
| Yannick Bonnec    | France      | Attaquant |           | Stade de Reims                   | Division 1 (D1)                |
| Daniel Rodighiero | France      | Attaquant |           | Retraite sportive                |                                |
| Georg Tripp       | RFA         | Attaquant |           | RC Paris                         | DH Paris (D4)                  |

## Matchs de la saison

### Division 1
| Date                       | Journée | Adversaire               | Lieu | Score | Buteurs du club                         | Class. | Affluence |
| -------------------------- | ------- | ------------------------ | ---- | ----- | --------------------------------------- | ------ | --------- |
| Vendredi 6 août 1976       | J01     | SEC Bastia               | Ext. | 1 - 3 | Vergnes 75e                             |        | 5.250     |
| Vendredi 13 août 1976      | J02     | FC Sochaux-Montbéliard   | Dom. | 0 - 2 | -                                       |        | 8.217     |
| Mercredi 18 août 1976      | J03     | Troyes AF                | Ext. | 1 - 2 | Vergnes 26e                             |        | 10.073    |
| Vendredi 27 août 1976      | J04     | Paris Saint-Germain FC   | Dom. | 2 - 1 | Vergnes 27e, Lhoste 72e                 |        | 9.850     |
| Mardi 7 septembre 1976     | J05     | Lille OSC                | Ext. | 3 - 3 | Di Caro 4e, Vergnes 40e, Camara 88e     |        | 9.049     |
| Vendredi 10 septembre 1976 | J06     | Olympique de Marseille   | Dom. | 2 - 1 | Smerecki 8e, Vergnes 14e                |        | 14.859    |
| Samedi 18 septembre 1976   | J07     | Angers SCO               | Ext. | 1 - 1 | Camara 22e                              |        | 9.969     |
| Vendredi 24 septembre 1976 | J08     | Olympique lyonnais       | Dom. | 3 - 0 | Di Caro 25e, Vergnes 60e, Cougé 85e     |        | 15.000    |
| Samedi 2 octobre 2016      | J09     | Stade rennais FC         | Ext. | 3 - 1 | Camara 43e, Vergnes 63e 78e             |        | 18.390    |
| Vendredi 15 octobre 2016   | J10     | Nîmes Olympique          | Dom. | 0 - 1 | -                                       |        | 9.904     |
| Samedi 23 octobre 2016     | J11     | AS Nancy-Lorraine        | Ext. | 1 - 4 | Camara 64e                              |        | 14.252    |
| Vendredi 29 octobre 2016   | J12     | OGC Nice                 | Dom. | 1 - 0 | Kostić 1re                              |        | 15.000    |
| Samedi 6 novembre 1976     | J13     | FC Girondins de Bordeaux | Ext. | 1 - 0 | Camara 55e                              |        | 7.486     |
| Mercredi 10 novembre 1976  | J14     | RC Lens                  | Dom. | 1 - 3 | Camara 47e                              |        | 12.000    |
| Samedi 20 novembre 1976    | J15     | Stade de Reims           | Ext. | 0 - 1 | -                                       |        | 5.941     |
| Samedi 27 novembre 1976    | J16     | FC Nantes                | Ext. | 0 - 4 | -                                       |        | 19.757    |
| Samedi 4 décembre 1976     | J17     | AS Saint-Étienne         | Dom. | 3 - 1 | Vergnes 49e 58e 85e                     |        | 20.024    |
| Samedi 11 décembre 1976    | J18     | US Valenciennes-Anzin    | Ext. | 2 - 1 | Cougé 20e, Vergnes 87e                  |        | 7.715     |
| Samedi 18 décembre 1976    | J19     | FC Metz                  | Dom. | 1 - 1 | Vergnes 70e                             |        | 9.538     |
| Samedi 8 janvier 1977      | J20     | FC Sochaux-Montbéliard   | Ext. | 1 - 1 | Vergnes 20e                             |        | 4.272     |
| Samedi 15 janvier 1977     | J21     | Troyes AF                | Dom. | 1 - 1 | Smerecki 8e                             |        | 6.722     |
| Dimanche 23 janvier 1977   | J22     | Paris Saint-Germain FC   | Ext. | 0 - 5 | -                                       |        | 34.174    |
| Samedi 29 janvier 1977     | J23     | Lille OSC                | Dom. | 1 - 0 | Di Caro 32e                             |        | 7.508     |
| Dimanche 6 février 1977    | J24     | Olympique de Marseille   | Ext. | 1 - 2 | Lhoste 83e                              |        | 8.895     |
| Vendredi 18 février 1977   | J25     | Angers SCO               | Dom. | 2 - 0 | Vergnes 8e 56e                          |        | 10.650    |
| Dimanche 27 février 1977   | J26     | Olympique lyonnais       | Ext. | 0 - 2 | -                                       |        | 14.390    |
| Samedi 5 mars 1977         | J27     | Stade rennais FC         | Dom. | 0 - 0 | -                                       |        | 11.969    |
| Mercredi 23 mars 1977      | J28     | Nîmes Olympique          | Ext. | 2 - 4 | Di Caro 21e 52e                         |        | 2.074     |
| Samedi 2 avril 1977        | J29     | AS Nancy-Lorraine        | Dom. | 1 - 1 | Vergnes 11e                             |        | 10.190    |
| Samedi 16 avril 1977       | J30     | OGC Nice                 | Ext. | 1 - 2 | Di Caro 25e                             |        | 6.467     |
| Jeudi 28 avril 1977        | J31     | FC Girondins de Bordeaux | Dom. | 0 - 0 | -                                       |        | 8.149     |
| Mardi 3 mai 1977           | J32     | RC Lens                  | Ext. | 1 - 2 | Vergnes 35e                             |        | 9.823     |
| Samedi 7 mai 1977          | J33     | Stade de Reims           | Dom. | 0 - 0 | -                                       |        | 9.137     |
| Samedi 21 mai 1977         | J34     | FC Nantes                | Dom. | 1 - 2 | Lechantre 50e                           |        | 15.210    |
| Vendredi 27 mai 1977       | J35     | AS Saint-Étienne         | Ext. | 1 - 3 | Lechantre 3e                            |        | 10.762    |
| Mercredi 1er juin 1977     | J36     | US Valenciennes-Anzin    | Dom. | 1 - 1 | Vergnes 88e                             |        | 7.761     |
| Samedi 4 juin 1977         | J37     | FC Metz                  | Ext. | 3 - 5 | Lechantre 67e, Riboux 72e, Prieto 87e   |        | 7.699     |
| Mercredi 8 juin 1977       | J38     | SEC Bastia               | Dom. | 3 - 1 | Keruzoré 33e, Lhoste 78e, Lechantre 86e | 16     | 9.121     |

| Rang | Équipe                   | Pts | J  | G  | N  | P  | Bp | Bc | Diff |
| ---- | ------------------------ | --- | -- | -- | -- | -- | -- | -- | ---- |
| 1    | FC Nantes                | 58  | 38 | 25 | 8  | 5  | 80 | 40 | +40  |
| 2    | RC Lens                  | 49  | 38 | 19 | 11 | 8  | 73 | 53 | +20  |
| 3    | SEC Bastia               | 47  | 38 | 20 | 7  | 11 | 82 | 53 | +29  |
| 4    | AS Nancy-Lorraine        | 45  | 38 | 18 | 9  | 11 | 78 | 53 | +25  |
| 5    | AS Saint-Étienne T C     | 45  | 38 | 17 | 11 | 10 | 55 | 36 | +19  |
| 6    | Olympique lyonnais       | 44  | 38 | 17 | 10 | 11 | 54 | 47 | +7   |
| 7    | OGC Nice                 | 44  | 38 | 19 | 6  | 13 | 60 | 54 | +6   |
| 8    | FC Metz                  | 43  | 38 | 17 | 9  | 12 | 67 | 54 | +13  |
| 9    | Paris Saint-Germain FC   | 42  | 38 | 17 | 8  | 13 | 65 | 55 | +10  |
| 10   | FC Girondins de Bordeaux | 38  | 38 | 15 | 8  | 15 | 66 | 57 | +9   |
| 11   | Stade de Reims           | 36  | 38 | 12 | 12 | 14 | 53 | 60 | -7   |
| 12   | Olympique de Marseille   | 36  | 38 | 14 | 8  | 16 | 48 | 63 | -15  |
| 13   | Nîmes Olympique          | 34  | 38 | 12 | 10 | 16 | 45 | 56 | -11  |
| 14   | FC Sochaux-Montbéliard   | 34  | 38 | 12 | 10 | 16 | 44 | 56 | -12  |
| 15   | Troyes AF                | 33  | 38 | 13 | 7  | 18 | 41 | 59 | -18  |
| 16   | Stade lavallois P        | 32  | 38 | 11 | 10 | 17 | 46 | 62 | -16  |
| 17   | US Valenciennes-Anzin    | 31  | 38 | 9  | 13 | 16 | 41 | 56 | -15  |
| 18   | Angers SCO P             | 27  | 38 | 8  | 11 | 19 | 44 | 65 | -21  |
| 19   | Lille OSC                | 21  | 38 | 7  | 7  | 24 | 40 | 67 | -27  |
| 20   | Stade rennais FC P       | 21  | 38 | 6  | 9  | 23 | 43 | 79 | -36  |

Qualifications européennes
- Qualifié pour la C1
- Qualifié pour la C2
- Qualifié pour la C3

Relégations
Abréviations
- T : Tenant du titre
- C : Vainqueur de la Coupe de France 1976-1977
- P : Promus de Division 2

### Coupe de France
| Date                   | Tour            | Adversaire | Niveau | Lieu   | Score | Buteurs du club | Affluence |
| ---------------------- | --------------- | ---------- | ------ | ------ | ----- | --------------- | --------- |
| Samedi 12 février 1977 | 1/32e de finale | FC Lorient | D2     | Neutre | 0 - 1 | -               | 5.085     |

### Matches amicaux
20 février 1977 : Stade lavallois - Slavia Sofia : 1-3

## Statistiques

### Statistiques collectives
| Compétition     | Débute au tour  | Termine         | Matches joués | Gagnés | Nuls | Perdus | Buts pour | Buts contre | Différence |
| --------------- | --------------- | --------------- | ------------- | ------ | ---- | ------ | --------- | ----------- | ---------- |
| Division 1      | -               | 16e             | 38            | 11     | 10   | 17     | 46        | 62          | -16        |
| Coupe de France | 1/32e de finale | 1/32e de finale | 1             | 0      | 0    | 1      | 0         | 1           | -1         |
| Total           | -               | -               | 39            | 11     | 10   | 18     | 46        | 63          | -17        |

### Buteurs
| N° | Pos. | Nat. | Nom               | Division 1 | Coupe de France | Total |
| -- | ---- | ---- | ----------------- | ---------- | --------------- | ----- |
|    | A    |      | Jacky Vergnes     | 19         | 0               | 19    |
|    | A    |      | Souleymane Camara | 6          | 0               | 6     |
|    | A    |      | Ange Di Caro      | 6          | 0               | 6     |
|    | A    |      | Pierre Lechantre  | 4          | 0               | 4     |
|    | A    |      | Éric Lhoste       | 3          | 0               | 3     |
|    | M    |      | Michel Cougé      | 2          | 0               | 2     |
|    | M    |      | Francis Smerecki  | 2          | 0               | 2     |
|    | M    |      | Raymond Keruzoré  | 1          | 0               | 1     |
|    | D    |      | Branislav Kostić  | 1          | 0               | 1     |
|    | D    |      | Ignacio Prieto    | 1          | 0               | 1     |
|    | A    |      | Christian Riboux  | 1          | 0               | 1     |
|    |      |      | Total             | 46         | 0               | 46    |

## Affluences
L'affluence à domicile du Stade lavallois atteint un total de 210 809 spectateurs en 19 rencontres de Division 1, soit une moyenne de 11 095/match.
Affluence du Stade lavallois à domicile